# Parsberg
Parsberg är en stad i Landkreis Neumarkt in der Oberpfalz i Regierungsbezirk Oberpfalz i förbundslandet Bayern i Tyskland. Staden har cirka 8 000 invånare.